# City Skate Rink Kitami
City Skate Rink Kitami (ook wel Mausoleum Park Skating Rink genoemd) is een voormalige ijsbaan in het Toryo Park (東陵公園) in Kitami in de prefectuur Hokkaido in het noorden van Japan. De openlucht-natuurijsbaan werd geopend in 1964 en lag op 80 meter boven zeeniveau. De ijsbaan lag op een atletiekbaan.